# Густаво Санчес (артистичний плавець)
Густаво Санчес (ісп. Gustavo Sánchez, 31 серпня 2000) — колумбійський плавець. Учасник Чемпіонату світу з водних видів спорту 2022, де в технічній та
довільній програмі змішаних дуетів посів 6-ті місця.